# Liste der Bodendenkmale in Oberuckersee (Gemeinde)
In der Liste der Bodendenkmale in Oberuckersee (Gemeinde) sind alle Bodendenkmale der brandenburgischen Gemeinde Oberuckersee und ihrer Ortsteile aufgelistet. Grundlage ist die Veröffentlichung der Landesdenkmalliste mit dem Stand vom 31. Dezember 2020.
Die Baudenkmale sind in der Liste der Baudenkmale in Oberuckersee aufgeführt.

## Bodendenkmale
| Gemarkung                         | Flur     | Kurzansprache | Bodendenkmalnummer | Bemerkung | Bild |
| --------------------------------- | -------- | --- | ------------------ | --------- | ---- |
| Potzlow (Lage)                    | 4        | Siedlung slawisches Mittelalter, Einzelfund Neolithikum                                                                                       | 140474             |           |      |
| Potzlow (Lage)                    | 4        | Burgwall slawisches Mittelalter, Einzelfund Bronzezeit, Siedlung Steinzeit, Siedlung slawisches Mittelalter                                   | 140476             |           |      |
| Potzlow (Lage)                    | 10, 2, 4 | Siedlung Neolithikum, Siedlung Eisenzeit, Altstadt Neuzeit, Siedlung slawisches Mittelalter, Altstadt deutsches Mittelalter                   | 141008             |           |      |
| Potzlow (Lage)                    | 4        | Siedlung slawisches Mittelalter | 140477             |           |      |
| Seehausen (Lage)                  | 1        | Siedlung Eisenzeit, Siedlung Bronzezeit | 140644             |           |      |
| Stegelitz, Warnitz (Lage)         | 1, 2     | Burgwall slawisches Mittelalter, Siedlung Neolithikum, Rast- und Werkplatz Mesolithikum, Siedlung slawisches Mittelalter, Siedlung Bronzezeit | 140681             |           |      |
| Stegelitz, Warnitz (Lage)         | 1, 2     | Brücke slawisches Mittelalter, Einzelfund slawisches Mittelalter                                                                              | 140682             |           |      |
| Melzow, Stegelitz, Warnitz (Lage) | 1, 1, 3  | Siedlung slawisches Mittelalter, Siedlung Urgeschichte, Siedlung deutsches Mittelalter                                                        | 140880             |           |      |
| Melzow (Lage)                     | 2, 5     | Siedlung Neolithikum, Siedlung Bronzezeit, Siedlung slawisches Mittelalter                                                                    | 140551             |           |      |
| Melzow (Lage)                     | 1, 2     | Dorfkern Neuzeit, Dorfkern deutsches Mittelalter                                                                                              | 140879             |           |      |
| Warnitz (Lage)                    | 2        | Weg slawisches Mittelalter | 140680             |           |      |
| Warnitz (Lage)                    | 2, 3     | Dorfkern Neuzeit, Einzelfund Neolithikum, Siedlung Urgeschichte, Dorfkern deutsches Mittelalter                                               | 140881             |           |      |